# Equação de Torricelli
A Equação de Torricelli é uma equação proposta pelo físico e matemático italiano Evangelista Torricelli. O primeiro registro da equação na literatura remonta aos estudos de Torricelli a respeito do movimento da água. Ao tentar determinar a velocidade de saída de um jato d’agua jorrando de um pequeno orifício de um recipiente, ele notou que a velocidade do fluxo seria igual a velocidade de uma gota em queda livre.
Comumente essa equação aparece nos livros didáticos como uma forma calcular a velocidade final de um corpo em movimento retilíneo uniformemente variado, ou seja, com aceleração constante, sem a necessidade de se conhecer o intervalo de tempo em que este permaneceu em movimento.
A equação tem a forma:
{\displaystyle {v}^{2}={v_{o}}^{2}+2a\Delta x}
Onde {\displaystyle v} representa a velocidade final do corpo, {\displaystyle v_{0}} representa a velocidade inicial do corpo, {\displaystyle \Delta x} representa o deslocamento e {\displaystyle a} representa a aceleração.

## Deduções

### Pela cinemática
Esta equação pode ser deduzida a partir das seguintes equações

| {\displaystyle x=x_{o}+v_{o}t+{\frac {at^{2}}{2}}} | \| \| \| \| \| \| \| \| | (1) |
|                                                    |                         |     |
|                                                    |                         |     |

| {\displaystyle v=v_{o}+at} | \| \| \| \| \| \| \| \| | (2) |
|                            |                         |     |
|                            |                         |     |
Isolando {\displaystyle t} na Equação (2), temos que
{\displaystyle t={\frac {(v-v_{o})}{a}}}
E substituindo-o na Equação (1), temos que
{\displaystyle x-x_{o}=v_{o}\left({\frac {v-v_{o}}{a}}\right)+{\frac {a}{2}}\left({\frac {v-v_{o}}{a}}\right)^{2}}
Podemos chamar {\displaystyle x-x_{0}} de {\displaystyle \Delta x}
{\displaystyle \Delta x=\left({\frac {vv_{o}-v_{o}^{2}}{a}}\right)+{\frac {a}{2}}\left({\frac {v^{2}-2vv_{o}+v_{o}^{2}}{a^{2}}}\right)}
{\displaystyle \Delta x={\frac {vv_{o}-v_{o}^{2}}{a}}+{\frac {v^{2}-2vv_{o}+v_{o}^{2}}{2a}}}
{\displaystyle \Delta x={\frac {2v_{o}-2v_{o}^{2}}{2a}}+{\frac {v^{2}-2vv_{o}+v_{o}^{2}}{2a}}}
{\displaystyle 2a\Delta x=2vv_{o}-2v_{o}^{2}+v^{2}-2vv_{o}+v_{o}^{2}}
{\displaystyle 2a\Delta x=-v_{o}^{2}+v^{2}}
E por fim, temos o resultado desejado
{\displaystyle v^{2}=v_{o}^{2}+2a\Delta x}

### Pelo teorema do trabalho-energia
O teorema do trabalho-energia diz que o trabalho produzido por uma força, em um determinado corpo, é igual à variação da energia cinética desse corpo.
{\displaystyle W=\Delta K}
{\displaystyle F\Delta x={\frac {m{v}^{2}}{2}}-{\frac {m{v_{0}}^{2}}{2}}}
Pela segunda lei de Newton, sabemos que {\displaystyle F=ma}
{\displaystyle ma\Delta x={\frac {m{v}^{2}}{2}}-{\frac {m{v_{0}}^{2}}{2}}}
{\displaystyle a\Delta x={\frac {{v}^{2}}{2}}-{\frac {{v_{0}}^{2}}{2}}}
{\displaystyle 2a\Delta x={v}^{2}-{v_{0}}^{2}}
Desse modo, temos o resultado desejado
{\displaystyle {v}^{2}={v_{0}}^{2}+2a\Delta x}

### Pelo cálculo diferencial e integral
Por definição, a derivada temporal da velocidade é igual a aceleração do corpo.
{\displaystyle {\frac {dv}{dt}}=a}
Multiplicando os dois lados da equação pela velocidade.
{\displaystyle v{\frac {dv}{dt}}=av}
E por definição, a velocidade é a derivada temporal do espaço.
{\displaystyle v{\frac {dv}{dt}}=a{\frac {dx}{dt}}}
Multiplicando os dois lados da equação por {\displaystyle dt}.
{\displaystyle v\ dv=a\ dx}
Resolvendo essa equação diferencial.
{\displaystyle \int _{v_{0}}^{v}v'\ dv'=\int _{x_{0}}^{x}a\ dx'}
{\displaystyle {\frac {{v}^{2}}{2}}-{\frac {{v_{0}}^{2}}{2}}=a(x-x_{0})}
{\displaystyle {v}^{2}-{v_{0}}^{2}=2a(x-x_{0})}
Chamando {\displaystyle x-x_{0}} de {\displaystyle \Delta x}. 
{\displaystyle {v}^{2}={v_{0}}^{2}+2a\Delta x}